# Truth in Sincerity
Truth in Sincerity è il secondo album in studio del gruppo emo/pop punk statunitense Amber Pacific, pubblicato nel 2007.

## Tracce
1. Rule #76 – 0:50
2. Summer (In B) – 3:35
3. Temporary – 2:28
4. You're Only Young Once – 3:30
5. Living Proof – 3:14
6. Follow Your Dreams, Forget the Scene – 3:36
7. Take Me from This Place – 4:07
8. Fall Back Into My Life – 3:29
9. We Think We're Hardcore, 'Cause Well, We Are – 0:45
10. Runaway (featuring Mike Herrera of MxPx) – 3:15
11. Watching Over Me – 3:48
12. Dear ____, This Has Always Been About Standing Up for What You Believe In... – 6:02